# Love Runs Out
"Love Runs Out" é uma canção gravada pela banda norte-americana OneRepublic entre 2012 e 2014. A mesma foi selecionada como quinto single do terceiro álbum de estúdio da banda, Native. Inicialmente cotada para ser o primeiro single, a canção foi descartada sendo então regravada e passando a compor o álbum em um possível relançamento. A canção foi lançada em 14 de abril de 2014 para diversos países incluindo os Estados Unidos.

## Precedentes
O último disco de inéditas lançado pelo OneRepublic, Native, está prestes a fazer um ano, e após emplacar dois hits no Reino Unido, "Counting Stars" e "If I Lose Myself", onde essa primeira citada ainda conseguiu atingir o Top 3 da parada americana Billboard Hot 100, a banda agora se prepara para trabalhar outra faixa como single. "Love Runs Out", música descartada do CD, e que era cogitada para ser o primeiro single, mas não foi escolhida porque segundo dito por Ryan Tedder há algum tempo, não possuía um refrão bom. Eles irão trabalhar novamente na produção da mesma para lançá-la como single oficial. A canção era aguardada para sair ainda esse mês de março no iTunes, e acredita-se que ela deva integrar um relançamento do 'Native', que ainda não foi confirmado. A banda revelou no começo de abril, que a canção seria lançada no mesmo mês, dia 14, e junto liberou um prévia da mesma.

## Divulgação
Depois de anunciarem a canção como quinto single do álbum, a banda segue para promove-la. Em 9 de abril através do SoundCloud, foi liberado uma prévia onde até então não havia data de lançamento definida. A canção foi oficialmente lançada em 14 de abril, sendo classificada pela banda como "a coisa mais legal que a banda já fez". Para anteceder o videoclipe que ainda estava em pré-produção, em 15 de maio a banda liberou no seu canal oficial da Vevo um “lyric video” (vídeo com a letra) para a canção. O videoclipe foi lançado oficialmente em 4 de junho, sendo dirido por Sophie Muller.

## Recepção da Critica
Em geral, a canção foi bem recebida pela critica, porém foi comparada a canções de Kanye West. Em uma análise ao Renowned For Sound, David Whiteway fez uma análise positiva a canção: "OneRepublic parece estar voltando ao seu passado hip-hop, onde a faixa exibe uma escuridão e repetição lírica que lembra Love Lockdown de Kanye West. A instrumentação parece mínimo ainda profunda, Tedder tenta capturar a energia em sua voz para gerar a dependência da música". Para o Digital Spy, Amy Davidson deu a canção 4 de 5 estrelas, e a avaliou: "Love Runs Out é uma música sob medida para poder caminhar as tarefas de maior urgência e tudo o que geralmente resulta em um aumento do nível de atividade do coração. A percussão intensa e esfaqueamento agressivo do piano que sustentam a pista são espelhadas no desempenho vocal mais seguro e intenso de Tedder. A performance de OneRepublic pode não ter exatamente a mesma capacidade convincente para pressionar o botão de replay como em "Counting Stars", mas é intensa". O website B30 Music Reviews, deu a canção nota 7, dizendo que: "A faixa em si não começa de forma muito interessante, antes de ir em para o acorde e piano que amarra todo o caminho até o coro explodindo como um vulcão adormecido. A melhor parte da faixa sem dúvida é o refrão, tão gratificante, enriquecedora e lívido que os vocais de Ryan trazem para o refrão é simplesmente muito bom para perder"

### Prêmios e Indicações
| Ano  | Prêmio             | Categoria             | Trabalho Nomeado | Resultado | Ref.  |
| ---- | ------------------ | --------------------- | ---------------- | --------- | ----- |
| 2014 | Teen Choice Awards | Melhor Canção de Rock | Love Runs Out    | Indicado  | [ 9 ] |

## Paradas Musicais
| Parada (2014)                         | Melhor Posição |
| ------------------------------------- | -------------- |
| Alemanha - (Media Control)            | 3              |
| Austrália - (ARIA Charts)             | 22             |
| Áustria - (Austrian Singles Chart)    | 3              |
| Bélgica - (Ultratop - Valônia)        | 33             |
| Canadá - (Canadian Hot 100)           | 4              |
| Dinamarca - (Tracklisten)             | 13             |
| Escócia (Official Charts Company)     | 1              |
| Eslováquia (Slovak Airplay Chart)     | 16             |
| Espanha - (Spanish Singles Chart)     | 10             |
| Estados Unidos - (Billboard Hot 100)  | 15             |
| Estados Unidos - (Pop Songs)          | 9              |
| Estados Unidos - (Digital Songs)      | 11             |
| Estados Unidos - (Adult Contemporary) | 25             |
| Estados Unidos - (Radio Songs)        | 10             |
| Estados Unidos - (Adult Pop Songs)    | 4              |
| Irlanda - (Irish Singles Chart)       | 14             |
| Itália - (Italy Singles Chart)        | 17             |
| Luxemburgo - (Singles Chart)          | 2              |
| Nova Zelândia - (NZ Top 40)           | 20             |
| Países Baixos - (Dutch Top 40)        | 29             |
| Polónia - (Polish Airplay)            | 6              |
| Reino Unido (UK Singles Chart)        | 3              |
| Suíça - (Swiss Music Charts)          | 3              |
| Suécia - (Swedish Singles Chart)      | 31             |

| País          | Associação | Certificação | Vendas   | Ref.   |
| ------------- | ---------- | ------------ | -------- | ------ |
| Alemanha      | ARIA       | Ouro         | 150,000+ | [ 33 ] |
| Austrália     | ARIA       | Ouro         | 35,000+  | [ 34 ] |
| Canadá        | MC         | Platina      | 80,000+  | [ 35 ] |
| Nova Zelândia | RIANZ      | Ouro         | 7,500+   | [ 36 ] |
| Suíça         | IFPI       | Ouro         | 15,000+  | [ 37 ] |

| 2014                                 | Posição |
| ------------------------------------ | ------- |
| Alemanha - (Media Control)           | 10      |
| Estados Unidos - (Billboard Hot 100) | 67      |
| Canadá - (Canadian Hot 100)          | 28      |

## Histórico de Lançamento
| País           | Data                | Formato          |
| -------------- | ------------------- | ---------------- |
| Austrália      | 14 de Abril de 2014 | Download digital |
| Áustria        | 14 de Abril de 2014 | Download digital |
| Estados Unidos | 14 de Abril de 2014 | Download digital |
| Países Baixos  | 14 de Abril de 2014 | Download digital |
| Suíça          | 14 de Abril de 2014 | Download digital |
| Estados Unidos | 6 de Maio de 2014   | Rádios           |
| Alemanha       | 6 de Junho de 2014  | Download digital |
| Irlanda        | 13 de Julho de 2014 | Download digital |
| Reino Unido    | 3 de Agosto de 2014 | Download digital |

## Créditos
Locais de Gravação
- Gravado no estúdios: Faunt Records de Praga, República Checa; Studio Le Roy em Amsterdam, Holanda; Motorbass Studio em Paris, França; Metropolis Studio London em Londres, Inglaterra; Tritonus Studio em Berlin, Alemanha.
- Mixado no estúdio MixStar Studios em Virginia Beach, Estados Unidos.

Envolvidos
- Composição: Ryan Tedder, Brent Kutzle, Drew Brown, Zach Filkins, Eddie Fisher;
- Produção: Ryan Tedder
- Auto-harpa: Zach Filkins
- Backing Vocals: Bobbie Gordon, Brent Kutzle, Zach Filkins
- Baixo: Brent Kutzle
- Bateria: Eddie Fisher
- Engenharia: Gerd Krueger, Luke Oldham, Mikel Le Roy, Ryan Tedder
- Assistência de Engenharia: Aaron Ahmad, Sam Harper
- Guitarra: Drew Brown, Ryan Tedder
- Mixagem: Serban Ghenea
- Piano: Ryan Tedder

Adaptado do AllMusic